# 全裂叶阿魏
全裂叶阿魏（学名：Ferula dissecta）为伞形科阿魏属的植物。分布在哈萨克斯坦、俄罗斯以及中国大陆的新疆等地，一般生于蒿属植物为主的荒漠或砾石质山坡，目前尚未由人工引种栽培。